# کسپرووی ویرچ
کسپرووی ویرچ (به لاتین: Kasprowy Wierch) یک کوه در اسلواکی است که در شهرستان تاترا واقع شده‌است. کسپرووی ویرچ ۱٬۹۸۷ متر بالاتر از سطح دریا واقع شده‌است.